# 荆棘与康乃馨
《荆棘与康乃馨》是哈马斯領导人叶海亚·辛瓦尔在以色列监狱内创作的小说。故事以1967年的六日战争为背景，围绕着加沙沙提難民營男孩艾哈迈德展开。在2004年底监狱警卫的一次搜查辛瓦尔的牢房时，发现并没收了手稿，但至少有一份副本被偷运出狱。